# 莱里达之围
莱里达之围（法语：Siège de Lérida）发生于1810年4月29日至5月13日。此役中，路易·加布里埃尔·絮歇率领的一支法国军队围攻了由加西亚·孔德指挥的西班牙军队在莱里达的驻军。5月13日，加西亚·孔德和他的7,000名幸存士兵选择投降。莱里达是加泰罗尼亚西部的一座城市。马尔加莱夫位于莱里达东南约10公里。围攻发生在拿破仑战争的半岛战争期间。
在三月试图夺取瓦伦西亚无果后，絮歇决定向莱里达发起进攻。到4月中旬，法国人已经抵达了这座城市。在絮歇听说亨利·奥唐奈指挥的一支西班牙军队正试图干预计划中的行动后，法军对奥唐奈的纵队进行拦截，并在4月23日的马尔加莱夫之战中将西班牙军队击溃，西班牙人损失惨重。这一行动之后是一场围攻，其中絮歇使用残酷的方法使西班牙人迅速投降。5月13日，加西亚·孔德与他的7,000名幸存士兵投降。这一事件是从1810年到1812年间一系列令人惊讶的围城战之开端，其中絮歇的部队似乎势不可挡。

## 背景
1810年1月，路易·加布里埃尔·絮歇将军指挥法国第三军团，絮歇共有23,140名战斗人员，其中包括各地驻军中的4,162名士兵。
1月，絮歇计划进攻西班牙控制的莱里达和梅基嫩萨。然而，他收到了直接进攻瓦伦西亚的命令。约瑟夫·波拿巴国王正在占领安达卢西亚，他认为西班牙军队正处于崩溃的边缘。絮歇不情愿地服从了国王的命令，他的军队于3月6日到达了瓦伦西亚郊区。由于缺乏攻城炮，面对一群坚定的防御者，这位法国将军在封锁这座城市仅四天后撤退了。回到阿拉贡的基地后，絮歇在准备向莱里达进军之前花了几个星期来镇压西班牙的游击队。
絮歇的军队于4月15日抵达莱里达城下。13,000名法国士兵被编成18个步兵营和8个骑兵中队，配备了30门火炮。莱里达要塞有105门大炮。加西亚·孔德少将率领8,000名西班牙后卫部队驻守该地，其中包括350名炮手。

## 马尔加莱夫之战

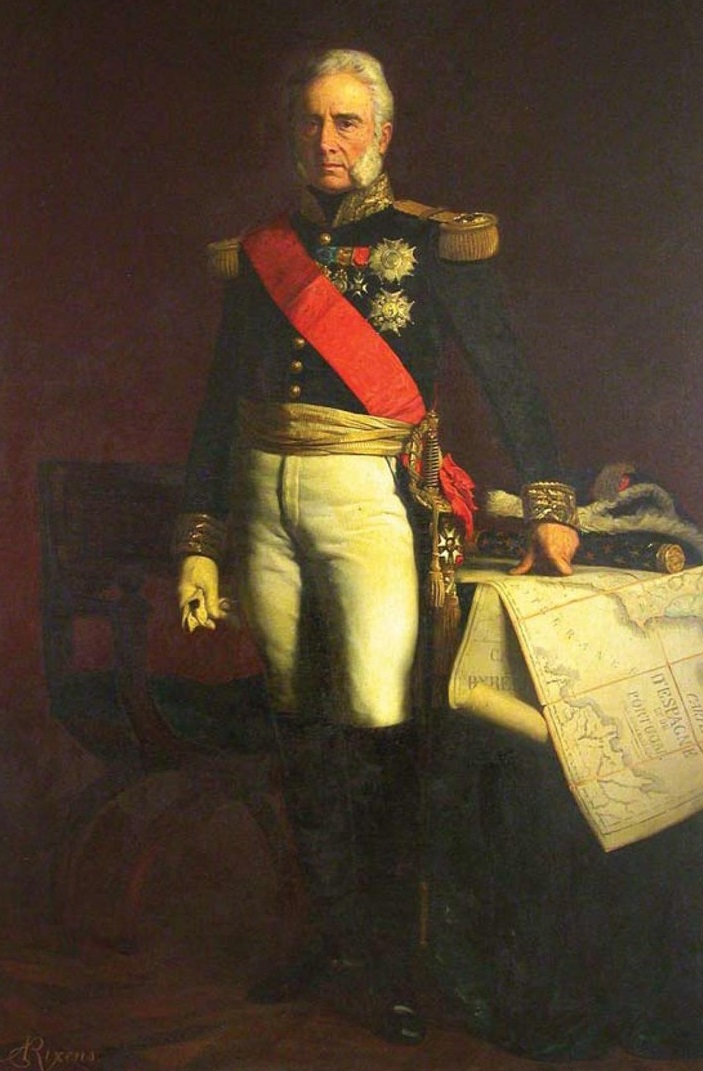
让·伊西多尔·哈里斯佩

就在絮歇准备进攻莱里达时，他收到情报称一支西班牙救援纵队正在赶往这座城市。在决心拦截这支部队后，絮歇与一个步兵师一起出发。经过数小时徒劳的搜索，法国人转身返回莱里达。但絮歇不知道，亨利·奥唐奈少将的救援部队避开了法军的搜索，并在附近扎营。西班牙军队有多达8,000名士兵，其中包括300名骑兵和6门大炮。
4月23日，奥唐奈率领的师在莱里达以东遇到了让·伊西多尔·哈里斯佩少将的法国部队。哈里斯佩设法拦截了数量上占优势的西班牙纵队，直到另一个法军师出现在战场上。西班牙人随后在法军猛烈追击下仓促撤退。在马尔加莱夫，西班牙人正试图抵挡法国人，这时第13胸甲骑兵团冲进了西班牙军队的侧翼，西班牙部队随后瓦解。就在法军开始清理战场时，奥唐奈带着他的第二个师出现了。西班牙将军见势不妙迅速后退，但法国骑兵很快就跟在他的士兵身后。再一次，胸甲骑兵追上了西班牙人，并摧毁了他们的后卫，造成了更多的伤亡。
在马尔加莱夫，奥唐奈有500人伤亡。此外，胜利的法国人抓了2,500名俘虏，三门火炮和四面战旗。法军损失了100人，全部来自第13胸甲骑兵团。战斗中，步兵也在场但没有参与战斗。

## 围城

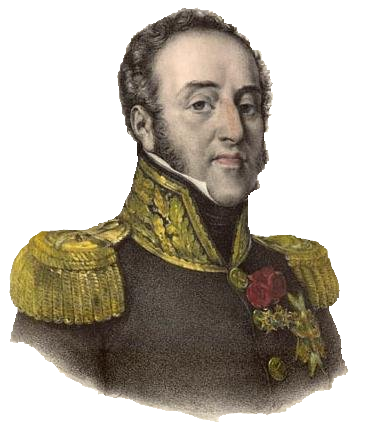
路易·加布里埃尔·絮歇

在处理掉奥唐奈的救援部队后，絮歇的部队开始专注围攻莱里达并要求该城投降，但加西亚·孔德拒绝了这一要求。这座城市位于塞格雷河的西岸，城堡位于北面的一座小山上。城堡和塞格雷河之间的北墙特别薄弱。絮歇将一个步兵师和他的大部分骑兵部署在东岸，以监视任何救援部队。另一个步兵师面对西岸的北墙和西墙。一座临时桥连接了攻城军的两部分。正式围攻于4月29日开始。5月7日，絮歇组织了他的攻城车，一些重型大炮也随即投入使用。
事实证明，莱里达的城墙无法抵抗絮歇的火炮。法军的炮火将堡垒置于火海之中，对建筑结构造成严重破坏。六天之内，攻城炮在城墙上打开了一个缺口。与此同时，法国人袭击了南边的堡垒。在被击退一次后，法国人在5月12日–13日晚上攻占了这两个堡垒。5月13日晚些时候，法军突击纵队冲向了突破口并将其占领。防御者在突破口后建立了新的防线，但法国人也攻克了这些防御攻势。对此，加西亚·孔德命令他的士兵撤退到城堡中。
絮歇没有道德上的顾忌，命令他的士兵将平民赶到城堡的城墙下。任何试图进行反抗的人都立即被法国士兵杀害。在西班牙指挥官让非战斗人员进入城堡后，法国人开始对城堡进行轰炸。在围困期间，有500名平民被杀。当爆破的炮弹击中士兵和平民时，孔德对屠杀感到震惊。孔德最终在5月14日中午选择投降。守城的所有西班牙士兵随之成为俘虏。围攻期间，西班牙驻军伤亡1,700人。法军俘虏了6名将军、307名军官和105门火炮。法军的伤亡人数约为1,000人。

## 后果
夺取莱里达是絮歇一连串成功围攻的开始。第三军团于1810年5月15日开始围攻梅基恩扎，该地于6月5日被攻陷。托尔托萨围城战于1811年1月2日结束，当时康德·德·阿拉查·利利将军的3,974名幸存者、182门火炮和九面战旗被法军俘获。絮歇在塔拉戈纳围城战之后取得了成功。在6月28日的一次攻击后，胡安·塞南·德·孔特雷拉斯中将被俘，他的大型驻军被歼灭。由于这次胜利，拿破仑晋升絮歇为法国元帅。
1811年10月25日，絮歇在萨贡托之战中获胜后，萨贡托堡垒立即投降。紧随其后的是絮歇最伟大的胜利。1812年1月9日，当华金·布莱克·乔伊斯与16,270名士兵投降时，瓦伦西亚围城战结束。不久之后，德尼亚和佩尼斯科拉的要塞向法国人屈服，使絮歇成为瓦伦西亚省的霸主。

## 引注
1. 1 2 3 4 5  Bodart 1908，第416頁.
2. 1 2  Esdaile 2003，第294頁.
3. ↑  Gates 2002，第495頁.
4. 1 2 3  Gates 2002，第290頁.
5. 1 2 3 4 5  Smith 1998，第342頁.
6. ↑  Gates 2002，第290-291頁.
7. 1 2 3 4 5 6 7  Gates 2002，第291頁.
8. 1 2 3 4 5  Rickard 2008.
9. ↑  Smith 1998，第343頁.
10. ↑  Smith 1998，第353頁.
11. ↑  Gates 2002，第292-295頁.
12. ↑  Smith 1998，第365頁.
13. ↑  Gates 2002，第296-301頁.
14. ↑  Gates 2002，第317-322頁.
15. ↑  Smith 1998，第373-374頁.
16. ↑  Gates 2002，第322-324頁.
17. ↑  Gates 2002，第325頁.